# Mount Hope (Virgínia de l'Oest)
Mount Hope és una població dels Estats Units a l'estat de Virgínia de l'Oest. Segons el cens del 2000 tenia 1.487 habitants.

## Demografia
Segons el cens del 2000, Mount Hope tenia 1.487 habitants, 635 habitatges, i 419 famílies. La densitat de població era de 441,6 habitants per km².
Dels 635 habitatges en un 31% hi vivien nens de menys de 18 anys, en un 38,1% hi vivien parelles casades, en un 23,9% dones solteres, i en un 34% no eren unitats familiars. En el 30,2% dels habitatges hi vivien persones soles el 15,9% de les quals corresponia a persones de 65 anys o més que vivien soles. El nombre mitjà de persones vivint en cada habitatge era de 2,34 i el nombre mitjà de persones que vivien en cada família era de 2,87.
Per edats la població es repartia de la següent manera: un 27,2% tenia menys de 18 anys, un 8,5% entre 18 i 24, un 24,6% entre 25 i 44, un 23,7% de 45 a 60 i un 16% 65 anys o més.
L'edat mediana era de 37 anys. Per cada 100 dones de 18 o més anys hi havia 76,2 homes.
La renda mediana per habitatge era de 18.375 $ i la renda mediana per família de 23.333 $. Els homes tenien una renda mediana de 25.833 $ mentre que les dones 16.500 $. La renda per capita de la població era d'11.147 $. Entorn del 35,1% de les famílies i el 36% de la població estaven per davall del llindar de pobresa.

## Poblacions més properes
El següent diagrama mostra les poblacions més properes.